# Commutazione (telecomunicazioni)
La commutazione, nel campo delle telecomunicazioni, indica l'insieme delle funzionalità e relative tecniche su cui è basato il funzionamento logico dei nodi di una rete di telecomunicazioni, ovvero un'operazione all'interno di un nodo che tratta l'informazione da trasmettere sotto forma di segnale, affinché sia indirizzata verso la destinazione desiderata.

## Caratteristiche
La commutazione è la potenzialità di una rete di costruire, mantenere e abbattere un collegamento tra i nodi che la compongono. Nelle reti di calcolatori tale funzionalità fa parte del cosiddetto livello di rete, terzo livello del modello di architettura ISO/OSI. Essa associa un ramo d'ingresso ed uno d'uscita al segnale in transito ed è attuata per mezzo delle funzioni d'indirizzamento (decisionale) e di attraversamento o instradamento (attuativa).

## Tipologie

### Commutazione di circuito
In una rete a commutazione di circuito la capacità del canale trasmissivo è interamente dedicata ad una specifica comunicazione. Essa si ha quando una parte della capacità trasmissiva totale in uscita al multiplatore è stabilmente assegnata a ciascun canale tributario in ingresso. Ciascun utilizzatore ha a disposizione un canale trasmissivo dedicato, con la garanzia di avere sempre disponibile tutta la capacità allocata ad ogni richiesta di servizio. Gli elementi intermedi, o centraline di comunicazione, creano circuiti fisici point-to-point. Le tariffazioni applicate alla commutazione di circuito sono tendenzialmente a tempo.

### Commutazione di pacchetto
La commutazione di pacchetto si rivela molto più efficiente nonostante la maggior quantità di dati inviata, in quanto i canali fisici sono utilizzati solo per il tempo strettamente necessario. Inoltre, poiché ogni pacchetto porta con sé la sua identificazione, una rete può trasportare nello stesso tempo pacchetti provenienti da sorgenti differenti. Essa permette quindi a più utenti di inviare informazioni attraverso la rete in modo efficiente e simultaneo, risparmiando tempo e costi mediante la condivisione di uno stesso canale trasmissivo (cavo elettrico, ethernet, fibra ottica ecc.).
Storicamente la commutazione di pacchetto poneva qualche problema nel caso fosse necessaria una disponibilità garantita di banda o nelle trasmissioni real time: si pensi a una trasmissione video, dove le immagini arrivano con un flusso costante. Al giorno d'oggi è però possibile aggiungere una "priorità" ai pacchetti garantendo la cosiddetta qualità di servizio ovvero che un numero sufficiente di essi venga inviato, a scapito di altri pacchetti che non abbiano un'urgenza specifica - ad esempio, un file da trasferire.
I pacchetti percorrono sempre la "strada" migliore e più breve per arrivare a destinazione, ma possono subire dei ritardi (a causa della velocità di trasmissione) o una perdita di pacchetti (alcuni pacchetti potrebbero non giungere al destinatario) causata da errori di congestione (quando il traffico è superiore alla capacità del nodo) o da errori di trasmissione.
La commutazione di pacchetto è uno dei possibili metodi di multiplazione, ovvero è una tecnica per suddividere la capacità trasmissiva di un canale tra diversi utilizzatori (cfr. multiplazione statistica).

### Commutazione di circuito virtuale
La commutazione di circuito virtuale tende a riunire i pregi della commutazione di circuito e la commutazione di pacchetto, in modo specifico possiede la velocità della commutazione di circuito e la robustezza della commutazione di pacchetto. La "strada" per arrivare a destinazione viene prevista e successivamente vengono inviati tutti i pacchetti sulla stessa strada. Come per la commutazione a circuito, la connessione tra i due estremi va stabilita prima dello scambio dei dati e rilasciata al termine.